# San Pedro Claver FC
El San Pedro Claver FC fue un equipo de fútbol de Guinea Ecuatorial ubicado en Ebebiyín. Participó por última vez en la Segunda División de Guinea Ecuatorial.

## Historia
El San Pedro Claver FC, cuyo nombre hace honor al santo del mismo nombre, tuvo su primera participación registrada en el fútbol de Guinea Ecuatorial en la temporada 2003, cuando disputó un torneo en Ebebiyín. En aquel certamen, venció por 5-1 a la selección de Nsok-Nsomo.
Al año siguiente, en 2004, el club participó en la Segunda División nacional. Esa temporada, lo que se sabe es que el club quedó segundo en la fase continental por detrás del Dragón FC.
En 2007, el San Pedro Claver FC participó en la Primera División del país; sin embargo, no logró clasificarse para la Liguilla al final de la temporada. También en 2007, el club representó a Guinea Ecuatorial en la Copa Confederación de la CAF, posiblemente debido a una buena actuación en el campeonato nacional, a pesar de no haber ganado la liga ni la copa el año anterior. En la competición continental, se enfrentó al Sport Luanda e Benfica, de Angola, en la primera ronda. En el partido de ida, disputado en casa, fueron derrotados por 5-1. En la vuelta, en el Estadio Coqueiros de Luanda, volvió a perder, esta vez por 2-0, y quedó eliminado del torneo.
En 2008, el San Pedro Claver FC se retiró de la Primera División y fue sustituido por el Águilas Verdes. Después de eso, el club permaneció sin registros en las ligas nacionales durante varios años.
No fue hasta la temporada 2019/20 que el San Pedro Claver FC volvió a la competición, jugando en la Segunda División Nacional. Su última posición registrada fue el séptimo puesto en el Grupo B de la fase continental. Sin embargo, la liga se abandonó el 8 de junio debido a la pandemia de Covid-19, con lo que la temporada finalizó prematuramente.
Desde entonces, no hay constancia de que el club participe en campeonatos nacionales o regionales.

## Palmarés
- Torneo de Ebibeyin: 1

2003

## Participación en competiciones de la CAF
| Temporada | Torneo                       | Ronda | Club    | Casa | Visita | Global |
| --------- | ---------------------------- | ----- | ------- | ---- | ------ | ------ |
| 2007      | Copa Confederación de la CAF | 1     | Benfica | 1-5  | 0-2    | 1-7    |